# 內扎爾卡河

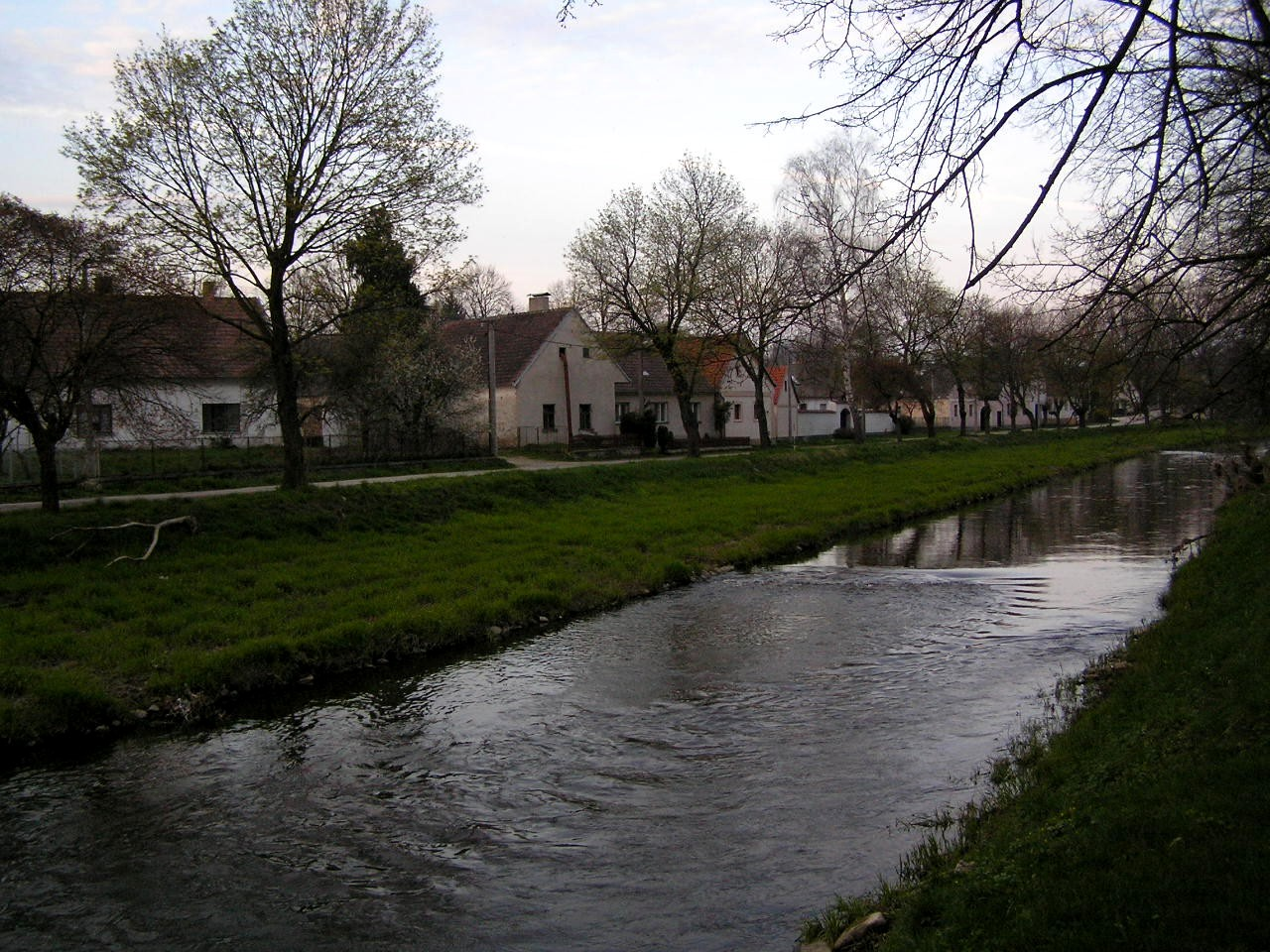

內扎爾卡河是捷克的河流，位於南波希米亞州，河道全長56公里，流域面積1,000.84平方公里，流經因德日赫城堡和內扎爾卡河畔斯特拉日，最終在盧日尼采河畔韋塞利注入盧日尼采河。

## 外部連結
- Information at the Water Management Research Institute
- （捷克文） Info （页面存档备份，存于）

49°11′N 14°42′E / 49.183°N 14.700°E